# Myrtle Reed
Myrtle Reed (Illinois, EUA, 27 de setembro de 1874 – Chicago, Illinois, EUA, 17 de agosto de 1911) foi uma escritora, jornalista e poeta estadunidense.

## Biografia
Filha de Elizabeth Armstrong Reed e do pregador Hiram von Reed, Myrtle graduou-se na West Division High School, Chicago, Illinois.
Em 1906, casou com James Sydney McCullough, um namorado por correspondência canadense. Faleceu de overdose, e sua carta suicida foi publicada no dia seguinte.
Além de vários Best-sellers, Myrtle escreveu diversos livros de culinária, sob o pseudônimo Olive Green.

## Obras principais
- Love Letters of a Musician (1899)
- Later Love Letters of a Musician (1900)
- The Spinster Book (1901)
- Lavender and Old Lace (1902; nova edição, 1907)
- Pickaback Songs (1903)
- The Book of Clever Beasts (1904)
- The Master's Violin (1904)
- At the Sign of the Jack o' Lantern (1905), sobre o qual foi feito um filme na época do cinema-mudo, dirigido por Lloyd Ingraham, em 1922
- A Spinner in the Sun (1906, nova edição, 1909)
- Love Affairs of Literary Men (1907)
- Old Rose and Silver (1909)
- Master of the Vineyard (1910; nova edição, 1911)
- Sonnets to a Lover (1910)
- A Weaver of Dreams (1911)
- Threads of Grey and Gold (1913)

## Livros de culinária
- What to Have for Breakfast (1905)
- How to Cook Fish (1908)
- How to Cook Meat and Poultry
- One Thousand Simple Soups (1907)
- One Thousand Salads (1909)
- Everyday Desserts (1911) – obra publicada postumamente.
- Myrtle Reed Cookbook (1916) – obra publicada postumamente.

## Myrtle Reed no Brasil
Diversos livros de Myrtle foram publicados no Brasil, a maioria deles pela Companhia Editora Nacional, através da coleção Biblioteca das Moças, entre 1920 e 1960.
Alguns dos títulos, em língua portuguesa:
- Cinzas do Passado ("Lavender and Old Lace"), tradução de Godofredo Rangel. Volume 56 da Coleção Biblioteca das Moças da Companhia Editora Nacional
- Tecendo Sonhos, volume 139 da Coleção Biblioteca das Moças da Companhia Editora Nacional. Tradução Lígia Junqueira.
- Serenata, volume 140 da Coleção Biblioteca das Moças da Companhia Editora Nacional, tradução de Silvia Mendes Cajado.
- O Rosto nas Trevas, volume 141 da Coleção Biblioteca das Moças da Companhia Editora Nacional